# Claire Élisabeth de Vergennes
Pour les autres membres de la famille, voir Famille Gravier de Vergennes.
Claire Élisabeth Jeanne Gravier de Vergennes, comtesse de Rémusat, née le 5 janvier 1780 et morte à l’âge de quarante et un ans, le 16 décembre 1821, est une femme de lettres française, mémorialiste et épistolière.
Dame du palais de l’impératrice Joséphine, elle a écrit trois volumes de Mémoires racontant avec détail et indépendance ce qu’elle a vu de la cour du Premier Consul, puis de l’Empereur de 1802 à 1808.
Elle a laissé une importante Correspondance qui embrasse à peu près la moitié de sa vie et traverse l’Empire et la Restauration, avec son mari de 1804 à 1814 (deux volumes) et, de 1815 à 1821, avec son fils Charles de Rémusat qui, à vingt ans, entre dans le monde parisien et correspond de tout avec sa mère restée en province  (cinq volumes).
« Dans l'histoire  de la conversation en France », écrit Sainte-Beuve, « un trait suffirait à qualifier Mme de Rémusat, à lui faire sa part, et on peut se rapporter à ce qu'il signifie pour le mélange du sérieux et de la grâce : elle est peut-être la femme avec laquelle ont le mieux aimé causer Napoléon et M. de Talleyrand. »

## Biographie
Fille de Charles Gravier de Vergennes (1751-1794), conseiller au parlement de Bourgogne, maître des requêtes, intendant d'Auch, puis directeur des Impositions à Paris de 1784 à 1789 et d'Adélaïde de Bastard, fille d’un conseiller au parlement de Toulouse, elle est la petite-nièce de Charles Gravier de Vergennes (+1787) qui fut un grand ministre de Louis XVI.
A la Révolution, Son père, faussement accusé d'émigration, et son grand-père sont guillotinés le 24 juillet 1794 peu avant la chute de Robespierre.
Mme de Vergennes se réfugie avec ses  deux filles à Saint-Gratien dans la vallée de Montmorency propriété de son père. Le 9 février 1796, Claire épouse à 16 ans Auguste Laurent de Rémusat, 34 ans, un ami de sa famille réfugié à Saint-Gratien et veuf d'un premier mariage. Sa soeur épousera en 1801 le général de Nansouty, mort en 1815.
Elle a deux fils : Charles de Rémusat, né en 1797, qui lui ressemble et dont elle admire la précocité intellectuelle et un second fils, Albert, né cinq ans plus tard, mort en 1830, dont le développement et les facultés ont toujours été incomplets et qu’elle entoure de soins constants.
Elle a la chance d'être choisie, en 1802, à 22 ans, par Madame Bonaparte, femme du Premier Consul qui connait sa mère, comme dame d'honneur au Palais des Tuileries. Pour ne pas séparer les jeunes époux, Auguste est nommé préfet du Palais. 

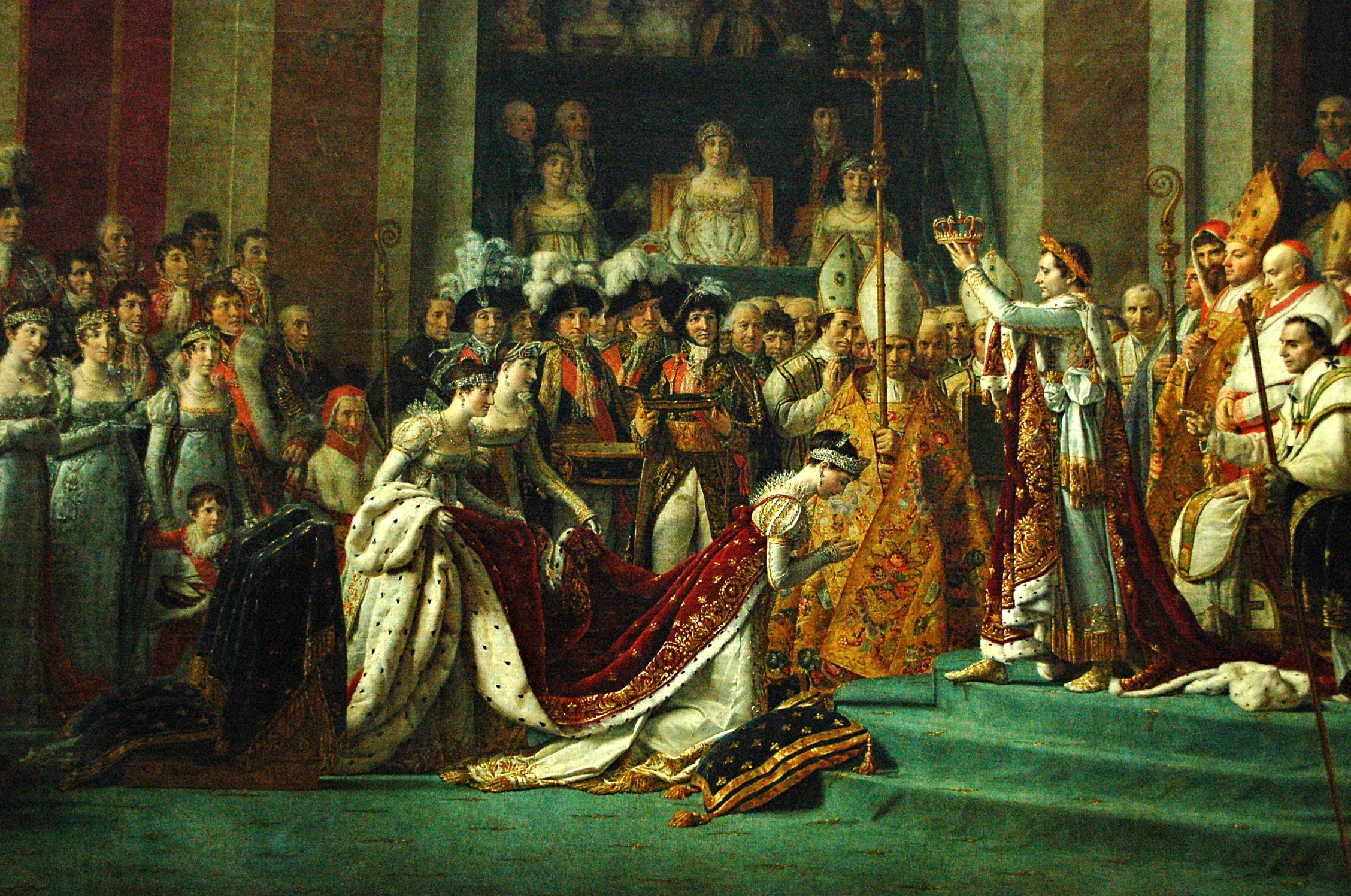
Auguste de Rémusat est représenté sur le tableau du Sacre de Napoléon de Jacques-Louis David (4e en partant de la gauche, rang du haut).

Sous l'Empire, les charges des deux époux vont s'accroître, l'une devenant dame du Palais de l'Impératrice, l'autre premier chambellan de l'Empereur (sous le grand chambellan Talleyrand dont il devient le protégé), surintendant des Théâtres impériaux et comte de l'Empire en 1808.
Claire écrit : « La plupart de mes compagnes étaient plus belles que moi… Il semblait que nous eussions fait tacitement cette sorte de pacte, qu’elles charmeraient les yeux du Premier Consul, quand nous serions en sa présence, et que moi, je me chargerai de plaire à son esprit. »
« Ma mère s’amusait extrêmement de ce qu’elle voyait », ajoute son fils, « ses rapports étaient doux avec l’impératrice, dont la bonté était extrêmement gracieuse, et elle s’exaltait sur l’empereur, qui d’ailleurs la distinguait. Elle était à peu près la seule femme avec qui il causât. »
Leurs appointements leur permettent de mener grand train et d'avoir une maison ouverte aux gens de lettres et aux artistes. « On servait les vues de l'Empereur », dira leur fils Charles, « en tenant sous ses auspices, pour ainsi dire, un salon où le monde de l'intelligence trouverait protection et direction. » Cela convient aux goûts de Mme de Rémusat qui étend ses relations.
Talleyrand fait, en 1811, pour s’occuper au sénat pendant une séance de scrutin qu’il préside en qualité de vice-grand électeur , le portrait de celle qu'on appelle Clary : 

« Clari n’est point ce que l’on nomme une beauté ; tout le monde s’accorde à dire qu’elle est une femme agréable. Elle a vingt-huit ou vingt-neuf ans ; elle n’est ni plus ni moins fraîche qu’on ne doit l’être à vingt-huit ans. Sa taille est bien, sa démarche est simple et gracieuse. Clari n’est point maigre ; elle n’est faible que ce qu’il faut pour être délicate (…) Clari a de grands yeux noirs ; de longues paupières lui donnent un mélange de tendresse et de vivacité, qui est sensible même quand son âme se repose et ne veut rien exprimer. Mais ces momens sont rares. Beaucoup d’idées, une perception vive, une imagination mobile, Une sensibilité exquise, une bienveillance constante sont exprimées dans son regard (…) Je ne suis pas assez versé dans les règles du dessin pour assurer si les traits de Clari sont tous réguliers. Je crois que son nez est trop gros, mais je sais qu’elle a de beaux yeux, de belles lèvres et de belles dents. Ses cheveux cachent ordinairement une grande partie de son front, et c’est dommage. Deux fossettes formées par son sourire le rendent aussi piquant qu’il est doux. Sa toilette est souvent négligée ; jamais elle n’est de mauvais goût, et toujours elle est d’une grande propreté. Cette propreté fait partie du système d’ordre ou de décence dont Clari ne s’écarte jamais. Clari n’est point riche, mais modérée dans ses goûts, supérieure aux fantaisies, elle méprise la dépense(…) Toujours prête à relever les bonnes actions, à excuser les torts, tout son esprit est employé en bienveillance. Personne autant que Clari ne montre combien la bienveillance spirituelle est supérieure a tout l’esprit et à tout le talent de ceux qui ne produisent que sévérité, critique et moquerie. Clari est plus ingénieuse, plus piquante dans sa manière favorable de juger, que la malignité ne peut l’être dans l’art savant des insinuations et des réticences. Clari justifie toujours celui qu’elle défend, sans offenser jamais celui qu’elle réfute. L’esprit de Clari est fort étendu et fort orné ; je ne connais à personne une meilleure conversation. Le mari de Clari sait qu’il a à lui un trésor, et il a le bon esprit d’en savoir bien jouir. Clari est une bonne mère, c’est la récompense de sa vie… »

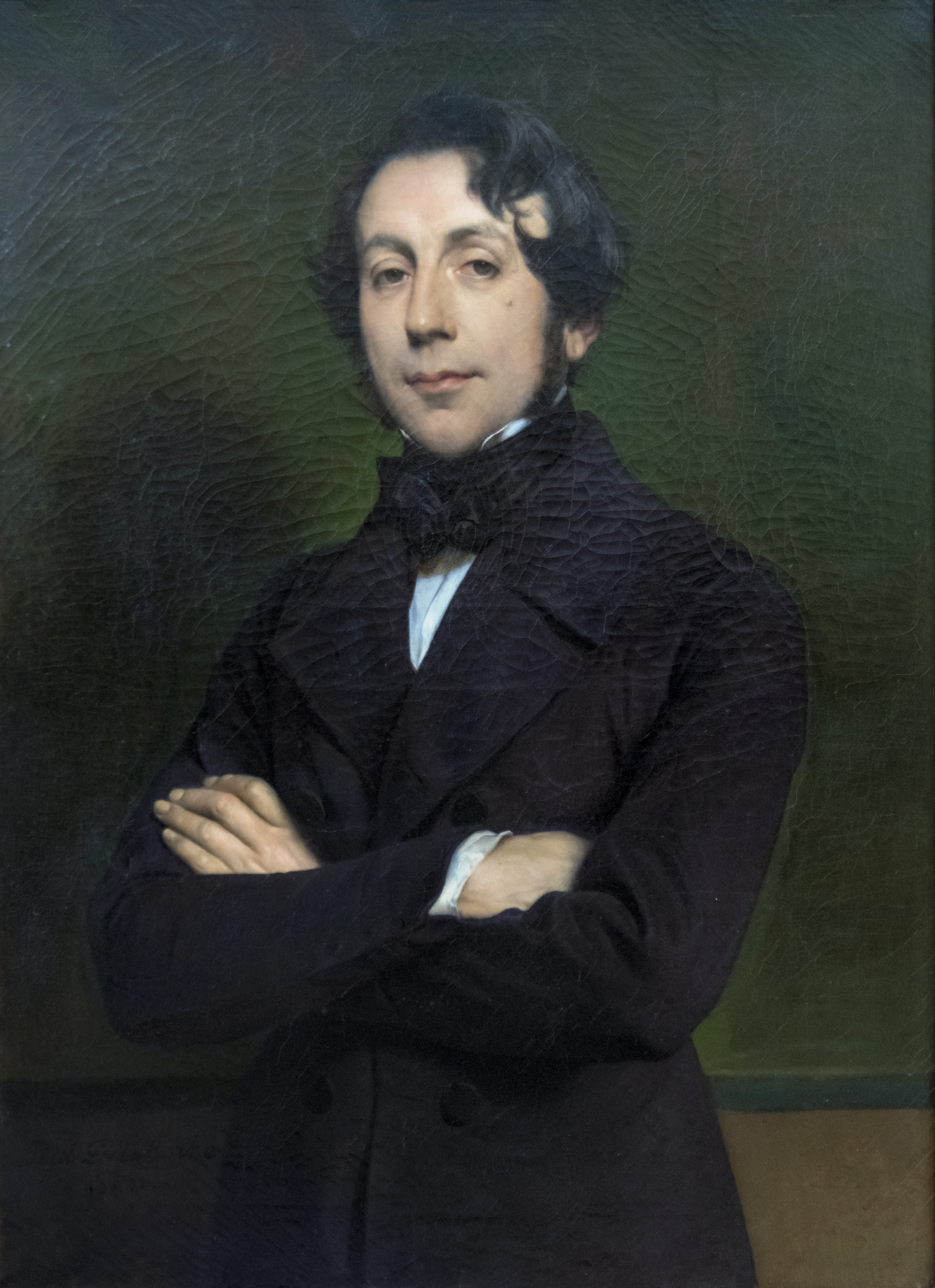
Charles de Rémusat. Portrait par Paul Delaroche.

Charles de Rémusat écrit cette note sur sa mère en 1857, à Lafitte :

« Elle n’était pas très grande, mais bien faite et bien proportionnée. Elle était fraîche et grasse, et l’on craignait qu’elle ne tournât trop à l’embonpoint. Ses yeux étaient beaux et expressifs, noirs comme ses cheveux, ses traits réguliers, mais un peu trop forts. Sa physionomie était sérieuse, presque imposante, quoique son regard animé d’une bienveillance intelligente tempérât cette gravité avec beaucoup d’agrément. Son esprit droit, appliqué, fécond même, avait quelques qualités viriles fort combattues par l’extrême vivacité de son imagination. Elle avait du jugement, de l’observation, du naturel surtout dans les manières et même dans l’expression, quoiqu’elle ne fût pas étrangère à une certaine subtilité dans les idées. Elle était foncièrement raisonnable, avec une assez mauvaise tête. Son esprit était plus raisonnable qu’elle. Jeune, elle manquait de gaîté, et probablement de laisser-aller. Elle put paraître pédante parce qu’elle était sérieuse, affectée parce qu’elle était silencieuse, distraite, et indifférente à presque toutes les petites choses de la vie courante. »

Charles raconte : « Bientôt, les soucis et les périls inséparables de la vie de cour se développèrent. L'entourage du prince, plus nombreux, plus brillant, plus aristocratique obscurcit le mérite relatif de mon père comme courtisan. Le caractère de l'Empereur déposant toute contrainte, perverti par le despotisme, aigri par les ennuis et les obstacles, enorgueilli jusqu'à la démence par les succès, pesa lourdement sur tout ce qui l'approchait. Les dégoûts se multiplièrent. Mon père eut sa part d'ennuis, de maladresses, de négligences et enfin de disgrâce. »
Vers 1812, ils sont à peu près disgraciés, l’étoile des protecteurs Talleyrand et Joséphine ayant pâli, et se rallient aux Bourbons à la Restauration. 
En 1815, pendant la Restauration libérale, grâce à Talleyrand, qui est président du Conseil des ministres, Auguste devient préfet de la Haute-Garonne. Mme de Rémusat suit son mari à Toulouse, dans un contexte de Terreur blanche, difficile pour le couple qui a servi Bonaparte, pendant que son fils Charles, qui a 19 ans en 1816, fait ses études à Paris et mène une vie d'étudiant et de jeune homme du monde, se lançant dans la politique aux côtés des Doctrinaires, l'avant-garde libérale qui se forme contre la domination des ultra-royalistes. Cette situation nous vaut un dialogue par correspondance entre la mère et le fils (deux ou trois lettres par semaine), placés aux deux extrémités de la France dans des situations et des sociétés différentes (Correspondance de M. de Rémusat pendant les premières années de la Restauration, publiée par son fils Paul de Rémusat en cinq volumes en 1883). 
Mme de Rémusat, souhaitant se rapprocher de son fils et de Paris, son mari est, grâce à ses amis parisiens (Étienne-Denis Pasquier, Prosper de Barante, Mathieu Molé), nommé en 1817 préfet du Nord à Lille. 
En 1821, la santé de Mme de Rémusat se dégrade, « d'abord par une maladie des yeux, qui, sans menacer la vue, devint pénible et génante », raconte son petit-fis Paul de Rémusat, « puis par une irritation générale dont la muqueuse de l'estomac était le principal siège; après quelques alternatives de crises et de bien-être, son fils la ramena à Paris le 28 novembre 1821 très troublée, très souffrante (...) Les premiers temps de son retour furent pourtant occupés par elle aux travaux de littérature de d'histoire, aux conversations politiques qui réunissaient près d'elle un grand nombre d'hommes d'état. Elle put encore s'intéresser à la chute du ministère du duc Decazes, et prévoir que l'arrivée aux affaires de M. de Villèle, c'est-à-dire des ultras, rendrait impossible à son mari de conserver la préfecture de Lille. Celui-ci fut en effet révoqué le 9 janvier 1822. Mais avant ce jour, elle était morte subitement dans la nuit du 16 décembre 1821, à l'âge de quarante et un ans. »
Claire de Rémusat repose au Cimetière du Père-Lachaise (26e division).

## LesMémoires
Mémoires de Madame de Rémusat, 1802-1808, publiées par Paul de Rémusat (3 volumes, 1880) Texte en ligne 1 2 3
Installée au centre de la cour naissante du Premier Consul, Mme de Rémusat tient un journal où elle note au jour le jour, ses impressions, enregistre les spectacles qu’elle a vus, les propos qu’elle a entendu. Mais au moment des Cent-Jours, en 1815, elle brûle son manuscrit par peur de compromettre son mari, sa sœur, son beau-frère, ses amis. 
Plus tard en 1818, en lisant les Considérations sur la révolution française de Mme de Staël, elle est prise du désir d’exposer ce qu’avait été l’Empire pour elle.
Elle écrit à son fils le 27 mai 1818 : « J’ai été prise hier d’une lubie nouvelle. Vous saurez maintenant que je m’éveille tous les jours très exactement à six heures, et que j’écris depuis lors très exactement jusqu’à neuf heures et demie (…) J’étais donc sur mon séant, mais quelques chapitres de Mme de Staël me trottaient par l’esprit. Tout à coup, je prends un papier blanc ; me voilà mordue du besoin de parler de Bonaparte ; me voilà contant la mort du duc d’Enghien, cette terrible semaine que j’ai passée à la Malmaison, et, comme je suis une personne d’émotion, au bout de quelques lignes, il me semble que je suis encore à ce temps ; les faits et les paroles me reviennent comme d’eux-mêmes ; j’ai écrit vingt pages entre hier et aujourd’hui, cela m’a assez fortement remuée. » 
Charles lui répond : « Votre lettre, ma mère, a réveillé très vivement mon regret que vous ayez brûlé vos Mémoires, mais je me suis dit aussi qu’il faut y suppléer. Vous le devez, à vous, à nous, à la vérité. Relisez d’anciens almanachs, prenez le Moniteur page à page, relisez et redemandez vos anciennes lettres écrites à vos amis, et surtout à mon père. Tâchez de retrouver, non pas les détails des événements, mais surtout vos impressions à propos des événements. Replacez-vous dans les opinions que vous n’avez plus, dans les illusions que vous avez perdues ; retrouvez vos erreurs même. Montrez-vous, comme tant de personnes honorables et raisonnables, indignée et dégoûtée des horreurs de la révolution, entraînée par une aversion naturelle, mais peu raisonnée, séduite par un enthousiasme, au fond très patriotique, pour un homme (…) Voilà ce que je vous demande en grâce de faire, ma mère. Vous m’entendrez, n’est-ce pas ? et vous le ferez. » 
Deux jours après, le 30 mai, Madame de Rémusat répond à son fils : « N’admirez-vous pas comme nous nous entendons ? Je lis donc ce livre ; je suis frappée comme vous ; je regrette ces pauvres Mémoires sur nouveaux frais, et je me mets à écrire sans trop savoir où cela me mènera ; car, mon cher enfant, c’est une entreprise réellement un peu forte que celle qui me tente, et que vous me prescrivez. Je vais donc voir cependant à me rappeler certaines époques, d’abord sans ordre ni suite, comme les choses me reviendront. Vous pouvez vous fier à moi pour être vraie. Hier, j’étais seule devant mon secrétaire. Je cherchais dans mon souvenir les premiers moments de mon arrivée près de ce malheureux homme. Je sentais de nouveau une foule de choses, et ce que vous appelez si bien ma haine politique était toute prête à s’effacer pour faire place à mes illusions premières. » 
L’ouvrage devait se diviser en cinq parties correspondant à cinq époques. Décédée prématurément, elle n’en a traité que trois, qui remplissent l’intervalle de 1802 au commencement de 1808, c’est-à-dire depuis son entrée à la cour jusqu’au début de la guerre d’Espagne. Les parties qui manquent auraient décrit le temps qui s’écoula entre cette guerre et le divorce (1808-1809), et enfin, les cinq années suivantes, terminées par la chute de l’Empereur.

## Publications
- Les Confidences d'une impératrice (1893)
- Essai sur l'éducation des femmes, publié par son fils Charles de Rémusat (1824) Texte en ligne
- Lettres de Madame de Rémusat, 1804-1814, publiées par son petit-fils Paul de Rémusat (2 volumes, 1881)
- Mémoires de Madame de Rémusat, 1802-1808, publiées par Paul de Rémusat (3 volumes, 1880) Texte en ligne 1 2 3
- Lettres de Mme de rémusat à son mari (1804-1813)

## Autres liens
- Œuvres de Madame de Rémusat sur le projet Gutenberg
- Iconographie : les divers portraits existants de Claire de Rémusat

## Citations
- « Les allusions sont les lettres anonymes de la conversation. »
- « Pauvres femmes ! Celle qui n'aime pas languit ; celle qui aime frémit, celle qui n'aime plus périt. » (Essai sur l'éducation des femmes).
- « Quand on connaît les femmes, il faut bien avouer qu'elles ont plus de regret de n'avoir pas commis une mauvaise action profitable, que de remords de l'avoir faite. » (Essai sur l'éducation des femmes).